# أنطوان دوبويس
أنطوان دوبويس (بالفرنسية: Antoine Dubois)‏ هو طبيب وجراح فرنسي، ولد في 19 يونيو 1756 في Gramat ‏ في فرنسا، وتوفي في 30 مارس 1837 في باريس في فرنسا.